# Лугань (Ростовская область)
Лугань — хутор в Кагальницком районе Ростовской области.
Входит в состав Иваново-Шамшевского сельского поселения.

## География

### Улицы
- ул. Кочубея,
- ул. Луганская,
- пер. Речной.

## Население
| 2010 |
| ---- |
| 89   |